# Фатьма-султан (дочь Мурада V)
Фатьма́-султа́н (тур. Fatma Sultan), также Фатыма́-султа́н (тур. Fatıma Sultan); 19/20 июня 1879 год, Стамбул — 20 ноября 1932 год, София) — третья дочь бывшего османского султана Мурада V от его главной икбал Ресан Ханым-эфенди.

## Биография
Фатьма-султан родилась 19 или 20 июня 1879 года в семье османского султана Мурада V и его главной икбал Ресан Ханым-эфенди. У неё была полнородная сестра Алие-султан, на год младше Фатьмы и пятеро единокровных братьев и сестёр. Фатьма-султан родилась уже во дворце Чыраган через 3 года после свержения Мурада V. О рождении этой султанши так пишет одна из фавориток Мурада V Филизтен Ханым-эфенди: «… два года спустя Ресан-ханым, одна из икбал нашего господина, родила Фатьму-султан, и это событие внесло разнообразие в никогда не меняющуюся жизнь дворца. Когда у Ресан-ханым начались родовые боли, новости были отправлены во дворец Йылдыз; попросили акушерку. Султан Хамид послал Хайрие-ханым, которая была акушеркой династии». Своё имя девочка получила в честь любимой сестры Мурада V Фатьмы-султан.
Турецкий историк Недждет Сакаоглу пишет, что Фатьма-султан была спокойной, серьёзной, воспитанной и тихой; в безлюдных и мрачных покоях дворца Чыраган она проводила время, играя на фортепиано и читая книги. Фатьма не была настолько же образованной, как и её старшие сёстры. Кроме того, Фатьма была полной и смуглой.
29 июля 1907 года с позволения дяди-султана Абдул-Хамида II 28-летняя Фатьма была выдана за врача Рефик-бея, сына вали Фаик-бея и внука топчубаши (артиллериста) Караджехеннем Ибрагима-аги. Рефик-бей был намного младше своей жены. Супруги поселились во дворце в Ортакёе. Точное количество их детей неизвестно, однако Сакаоглу указывает двоих детей, умерших в младенчестве и, ссылаясь на работу Йылмаза Озтуны «Государства и Династии», ещё троих, достигших зрелого возраста: близнецов султанзаде Мехмеда Али-бея и Айше Хатидже Ханым-султан (род. 1909) и султанзаде Джеляледдин-бея. Турецкий историк Чагатай Улучай, не называя имён, пишет о троих детях Фатьмы и Рефика.
До 1924 года Фатьма прятала все драгоценности, доставшиеся ей от матери, умершей в 1910 году, была верна своему мужу и жила так же, как и большинство жителей столицы — в частности, она сама ходила на базар за покупками. Поэтому, когда в 1924 году султанат был упразднён, а члены династии высланы из страны, всё это значительно облегчило Фатьме жизнь заграницей. Фатьма с мужем и детьми уехала в Софию, где она умерла 20 ноября 1932 года. Трое детей Фатьмы после её смерти вернулись в Турцию и взяли фамилию Ирис.